# 前627年
| 千纪： | 前1千纪 |
| 世纪： | 前8世纪 \| 前7世纪 \| 前6世纪 |
| 年代： | 前650年代 \| 前640年代 \| 前630年代 \| 前620年代 \| 前610年代 \| 前600年代 \| 前590年代                                                                                             |
| 年份： | 前632年 \| 前631年 \| 前630年 \| 前629年 \| 前628年 \| 前627年 \| 前626年 \| 前625年 \| 前624年 \| 前623年 \| 前622年                                                               |
| 纪年： | 周襄王二十五年 魯僖公三十三年 齊昭公六年 晉襄公元年 秦穆公三十三年 宋成公十年 楚成王四十五年 衛成公八年 陳共公五年 蔡庄侯十九年 曹共公二十六年 郑穆公元年 燕襄公三十一年 杞桓公十年 |

## 大事记
- 秦兵得內應，欲乘機偷襲鄭國，興兵遠征，卻為弦高識破，致鄭穆公早有準備，襲鄭不成，滅滑國而還，史稱秦軍入滑。撤兵途中，於殽為晉軍攔擊，大敗而歸，史稱殽之戰。
- 晉國生俘秦國將軍孟明視、西乞術、白乙丙。文嬴請求她兒子晉襄公釋放秦國將軍孟明視、西乞術、白乙丙，晉襄公答應了。先軫大怒，當著晉襄公的面往地上吐了一口口水，晉襄公派陽處父追孟明視等人，沒能追上。
- 狄人攻打晉國，在箕交戰。先軫因為對襄公無禮卻沒有受到懲罰，神志煩躁，寢食不安。他決定以死謝罪，他脫下了頭盔和鎧甲（“免胄”）沖入敵陣，即刻戰死沙場，其子先且居繼任晉中軍將。

## 逝世
- 先轸，又称原轸，春秋时期晋国大夫（出生不详）。
- 鬬勃，字子上，春秋時期楚國的令尹。